# 台北捷運新北投支線
新北投支線（しんほくとうしせん）は、中華民国 (台湾）台北市北投区を走る台北捷運淡水線の支線。1997年3月に開通し、路線の全長は1.2kmである。前身の台湾鉄路管理局新北投線は、捷運に転換するために1988年に廃止された。
付近の北投温泉や陽明山に向かう観光客や新北投周辺に住む通勤・通学客の足として利用者は多い。しかし、高架線路が民家に近く、騒音の影響で周辺住民の反発が多かったため、電車は六両編成から三両編成に改造され、運転速度も25 km/hまでに制限されている。また表定運行時間は、06:00から24:00までだが、電車で運営する時間は07:00（始発）から21:00（終電）までになり、それ以外の時間はバス代行となっていた。しかしその後、防音壁を整備し、2007年9月14日より全時間帯において電車による運行が再開された。これにともない、2008年1月1日をもって代行バスは廃止された。
なお、愛知万博のアクセス交通機関として採用された磁気浮上式鉄道（HSST）を導入する計画があったが、導入は未定となっている。

## 路線データ
- 駅数：2
- 軌間：1,435 mm（標準軌）
- 電気方式：直流750 V（第三軌条方式）
- 複線区間：全線
- 高架区間：全線
- 走行方向：右側通行

## 歴史
- 1997年3月28日 - 開業

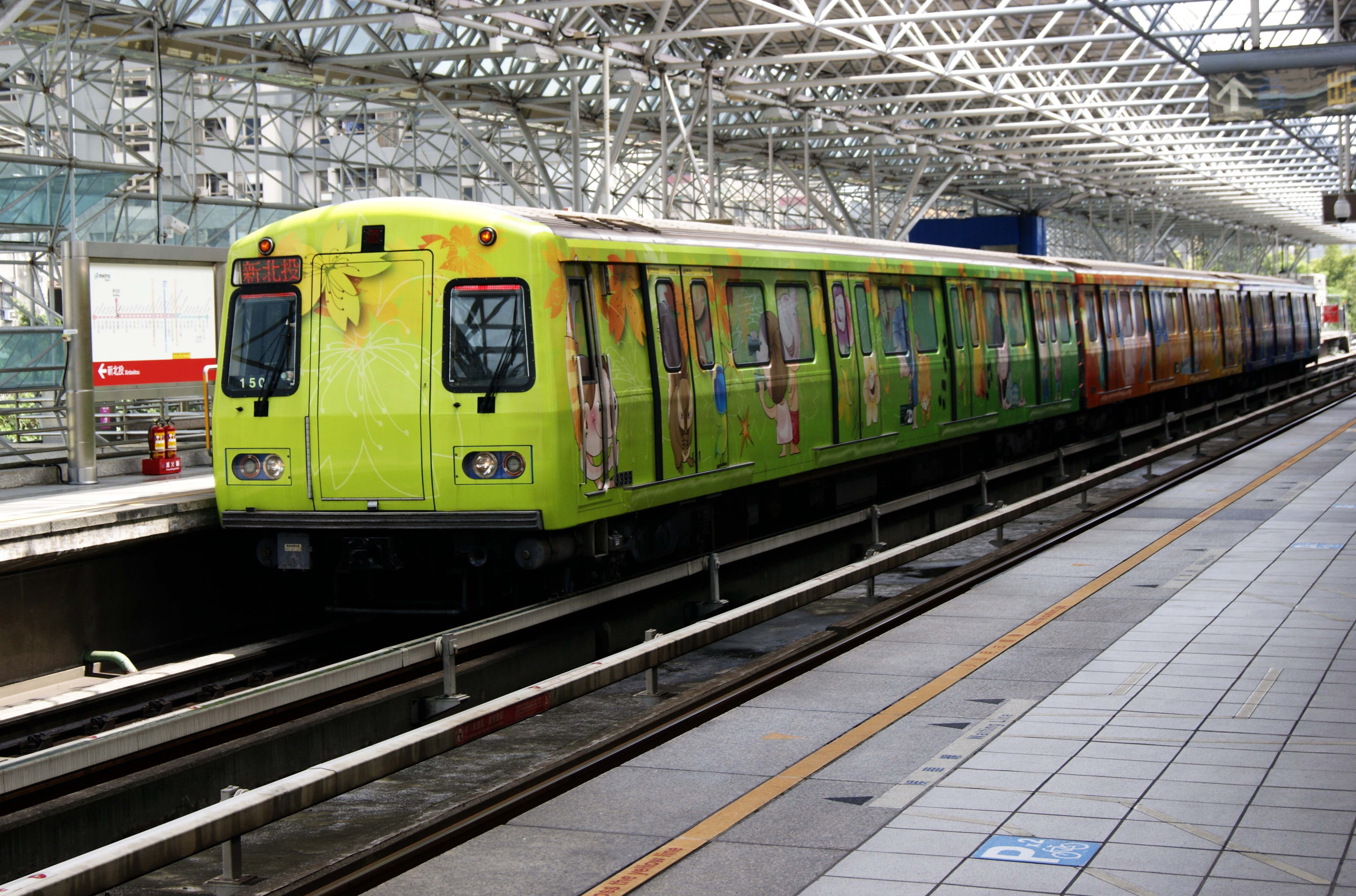
北投温泉仕様371型399編成

- 2006年7月22日 - 当路線専用の371型3連タイプが運用開始[2]。
- 2009年10月 - 列車が北投温泉をテーマにした専用ラッピング車となる[3]。
- 2019年
  - 6月20日 - 淡水線大安-北投間の区間車を延長する形で新北投線から大安・象山方面に6両編成の列車で直通する実証試験が行われた。淡水線がラッシュ時に通常の6分間隔から6分40秒間隔に減便されたことや新北投支線内の騒音などで利用者の評価は賛否両論だったが、北捷公司では騒音測定の結果なども踏まえて7月中に直通運転定期化の可否を下すとしている[4]。
  - 9月14日 - 防音壁増設などの対策を講じたが、騒音規制をクリアできず線内の6両編成直通運行を断念[5]。

## 駅一覧
| 駅番号 | 駅名     | 駅名         | 駅名      | 駅間 キロ | 累計 キロ | 接続路線・備考        | 所在地        |
| 駅番号 | 日本語   | 繁体字中国語 | 英語      | 駅間 キロ | 累計 キロ | 接続路線・備考        | 所在地        |
| ------ | -------- | ------------ | --------- | --------- | --------- | --------------------- | ------------- |
| R22A   | 新北投駅 | 新北投站     | Xinbeitou | 0.0       | 0.0       |                       | 台北市 北投区 |
| R22    | 北投駅   | 北投站       | Beitou    | 1.2       | 1.2       | ■淡水信義線（淡水線） | 台北市 北投区 |